# 한국재무학회
사단법인 한국재무학회(Korean Finance Association, KFA)는 재무학 및 이와 관련되는 분야의 발전에 이바지함을 목적으로 1987년 10월 24일에 설립된 학술단체이다. 사무실은 서울특별시 영등포구 여의나루로 67-8 금융투자교육원 12층에 있다. 연구발표회 및 강연회 개최, 관련 분야의 연구서적 간행, 국내외 학회와의 제휴 및 교류 등을 활동하고 있다. 1988년에 창간된 학술지 《재무연구》를 발간하고 있다.

## 주요 사업
- 재무학 이론과 재무 실무에 관련된 연구
- 회보, 회지 및 연구서적 간행
- 연구발표회 및 강연회 개최
- 본 회와 관계되는 국내외 학회와의 교류
- 기타 본회의 목적 달성에 필요한 사업

## 역대 회장
| 대수   | 성명     | 소속                  | 재직 기간     |
| ------ | -------- | --------------------- | ------------- |
| 제1대  | 임익순   | 연세대학교            | 1987년~1989년 |
| 제2대  | 심병구   | 서울대학교            | 1989년~1990년 |
| 제3대  | 김희집   | 고려대학교            | 1990년~1991년 |
| 제4대  | 지청     | 고려대학교            | 1991년~1992년 |
| 제5대  | 서상룡   | 서강대학교            | 1992년~1993년 |
| 제6대  | 박정식   | 서울대학교            | 1993년~1994년 |
| 제7대  | 윤계섭   | 서울대학교            | 1994년~1995년 |
| 제8대  | 정광선   | 중앙대학교            | 1995년~1996년 |
| 제9대  | 임웅기   | 연세대학교            | 1996년~1997년 |
| 제10대 | 남상구   | 고려대학교            | 1997년~1998년 |
| 제11대 | 윤봉한   | 중앙대학교            | 1998년~1999년 |
| 제12대 | 이필상   | 고려대학교            | 1999년~2000년 |
| 제13대 | 국찬표   | 서강대학교            | 2000년~2001년 |
| 제14대 | 김영진   | 서울대학교            | 2001년~2002년 |
| 제15대 | 윤석헌   | 한림대학교/숭실대학교 | 2002년~2003년 |
| 제16대 | 김인준   | KAIST/연세대학교      | 2003년~2004년 |
| 제17대 | 김영규   | 성균관대학교          | 2004년~2005년 |
| 제18대 | 장대홍   | 한림대학교            | 2005년~2006년 |
| 제19대 | 최도성   | 서울대학교/한동대학교 | 2006년~2007년 |
| 제20대 | 선우석호 | 홍익대학교            | 2007년~2008년 |
| 제21대 | 장하성   | 고려대학교            | 2008년~2009년 |
| 제22대 | 김대식   | 한양대학교            | 2009년~2010년 |
| 제23대 | 최혁     | 서울대학교            | 2010년~2011년 |
| 제24대 | 박상수   | 경희대학교            | 2011년~2012년 |
| 제25대 | 김석진   | 경북대학교            | 2012년~2013년 |
| 제26대 | 김동철   | 고려대학교            | 2013년~2014년 |
| 제27대 | 연강흠   | 연세대학교            | 2014년~2015년 |
| 제28대 | 최종범   | 성균관대학교          | 2015년~2016년 |
| 제29대 | 양채열   | 전남대학교            | 2016년~2017년 |
| 제30대 | 오세경   | 건국대학교            | 2017년~2018년 |
| 제31대 | 박경서   | 고려대학교            | 2018년~2019년 |
| 제32대 | 위경우   | 숙명여자대학교        | 2019년~2020년 |
| 제33대 | 박종원   | 서울시립대학교        | 2020년~2021년 |
| 제34대 | 박래수   | 숙명여자대학교        | 2021년~2022년 |
| 제35대 | 변진호   | 이화여자대학교        | 2022년~2023년 |
| 제36대 | 김범     | 숭실대학교            | 2023년~2024년 |
| 제37대 | 채준     | 서울대학교            | 2024년~2025년 |
| 제38대 | 이상휘   | 경희대학교            | 2025년~       |

## 임원진
- 회장
- 차기회장
- 감사
- 부회장
- 총무이사
- 이사
- 편집위원장
- 연구위원장
- 국제위원장
- 대외협력위원장
- 선거관리위원장

## 학술지
- 《재무연구》 - 1988년에 창간돼 매년 발행하고 있다.[1]